# Ормсби-Гор, Дэвид, 5-й барон Харлек
Уильям Дэвид Ормсби-Гор, 5-й барон Харлек (вар.: Гарлех, Харлеч, Харлех), до 1964 года известен как Дэвид Ормсби-Гор (англ. William David Ormsby-Gore, 5th Baron Harlech; 30.05.1918 — 26.01.1985) — британский дипломат и политик.

## Биография
Второй сын Уильяма Орсби-Гора, 4-го барона Харлека, праправнук британского премьера Роберта Гаскойн-Сесила, 3-го маркиза Солсбери (1895—1902). Член Консервативной партии Великобритании. Входил в Тайный совет Великобритании.
Учился в школе Святого Киприана, Итонском колледже и Оксфордском университете.
В 1939 году поступил на службу в Королевский полк артиллерии, завершил войну в звании майора.
На выборах 1950 года был избран в парламент Великобритании, членом которого являлся до 1961 года.
Уильям Дэвид Ормсби-Гор был первым президентом (1954) и на протяжении долгого периода членом Англо-Белорусского общества. Содействовал организации выступления президента Рады БНР Николая Абрамчика в британском парламенте в 1956 г.
В 1956—1957 годах являлся парламентским заместителем министра иностранных дел Великобритании.
В 1957—1961 годах государственный министр иностранных дел Великобритании.
В 1961—1965 годах посол Великобритании в США. Являлся другом семьи Кеннеди и лично Джона Кеннеди со времён работы отца последнего послом США в Лондоне. «Он был практически частью администрации» (Кеннеди), — вспоминал позже про него Роберт Кеннеди. По некоторым сведениям, сыграл определённую роль в Карибском кризисе.
"Осенью 1967 года журнал Women’s Wear Daily намекнул, что Джеки Кеннеди вот-вот объявит о своей помолвке с Дэвидом Харлеком; поводом, видимо, послужил приезд Харлека в связи с лекционным турне в Вашингтон, где он ужинал с Олсопами и провел уик-энд с Бобби в Хикори-Хилле, а также его признание, что Джеки пригласила его поехать с нею в Камбоджу. Сорокадевятилетний Харлек, высокий, статный, элегантный, вдобавок блестящий ум, был, по словам его друзей, «человеком веселым, обаятельным и на редкость привлекательным». Сын сорок первого барона Харлека и леди Беатрис Сесил, дочери четвёртого маркиза Солсбери, Харлек принадлежал к большому и влиятельному семейству Сесил. Муж Кэтлин Кеннеди, Билли Хартингтон, приходился ему двоюродным братом, а сама Кэтлин очень дружила с его женой Сисси. Дэвид был совершенно чужд аристократического чванства (иначе бы никогда не подружился с Джеком); в юности он слыл плейбоем, обожал скачки, джаз и спортивные автомобили. В отношении к своим пятерым детям, которые вели жизнь хиппи и даже основали коммуну в родовом поместье в Шропшире, Дэвид проявлял необычайную снисходительность.
Дэвид Харлек обожал жену, и её смерть буквально раздавила его. «Конечно, мне сложно теперь находить в жизни смысл и радость, – писал он Джо Олсопу, – но мы прекрасно прожили вместе двадцать семь лет, и самыми счастливыми были, пожалуй, годы в Вашингтоне…» Один из самых давних и близких друзей Джона, Харлек и с Джеки поддерживал очень теплые отношения. Как попечитель Школы государственного управления имени Кеннеди при Гарварде Харлек ежегодно бывал в Бостоне и за месяц до гибели жены прилетал в Америку. Потом они с Джеки виделись на похоронах Сисси в начале июня. Дэвид навестил Джеки в Ирландии, а 22 октября был в Хайаннисе, видимо, именно тогда Джеки и пригласила его участвовать в намеченной на ноябрь полуофициальной поездке в Камбоджу и Таиланд, вместе с Майком Форрестолом и Бартлеттами.
Хотя Джеки и Дэвид утверждали, что ни о какой помолвке не было и речи, роман явно носился в воздухе, и, как под нажимом признался Харлек, они все же вступили в интимные отношения, когда, приехав в Бостон на собрание попечителей Школы государственного управления, жили в соседних номерах в отеле Ritz Carlton. Поездка в Камбоджу и Таиланд дала пищу всевозможным спекуляциям в прессе. Как и в 1962-м в Индии и Пакистане, Джеки должна была использовать свою огромную международную популярность, чтобы унять антиамериканские настроения в регионе, вызванные действиями США во Вьетнаме, и Джеки покорила камбоджийского принца Сианука, как в свое время покорила Неру. Поездку тщательно спланировали. Джеки заказала гардероб у своего нового фаворита, кутюрье Валентино, которому покровительствовала с 1964 года. Кроме того, она сказала Стэнли Тетрику, чтобы он сфотографировал её на фоне Ангкор-Вата, а затем поместил этот снимок на обложке Look. Прессу, конечно, больше интересовал сопровождавший её Харлек, а не Сианук, слоны, древние храмы и даже не визит к королю и королеве Таиланда.
Однако Камбоджа стала не началом, а скорее концом отношений, реальность нанесла удар роману, хотя журналисты об этом не догадывались. Вторая жена Дэвида, уроженка Нью-Йорка Памела Харлек, говорила: «Мне кажется, случилось вот что: [после смерти Джека и Сисси] они потянулись друг к другу, потому что искали сочувствия и утешения в своем одиночестве. Они прекрасно знали друг друга, дружили, бывало, проводили вчетвером много времени. Поэтому им было хорошо вдвоем. Когда они поехали в Ангкор-Ват, Джеки еще флиртовала с Росом Гилпатриком. Не думаю, что она хотела себя связывать, но считала Дэвида очень привлекательным, он был близким другом Джека и человеком респектабельным, и притворяться с ним было незачем. Дэвид очень тяжело переживал смерть Сисси, хотел куда-нибудь сбежать… просто не мог справиться с горем. И когда Джеки сказала: “Едем со мной”, он наверняка ответил: “Согласен”. Но в конце концов он от неё устал. Когда они вернулись из Ангкор-Вата, Дэвид, по-моему, был сыт по горло… Джеки постоянно опаздывала, капризничала… Мне кажется, она ему очень нравилась, но он понимал, что она не собирается жить с ним в Англии… правда, если бы захотела, она бы получила его…»
Большинство общих друзей считают, что, хотя у пары, возможно, и возникли достаточно серьезные отношения, брак в их планы не входил. Друг Дэвида, лорд Дженкинс, писал: «Я хорошо знал их обоих, и мне кажется, сделай Джеки Дэвиду предложение, он бы, наверное, не устоял, но сам вряд ли бы… чувство самосохранения уберегло его… Думаю, он понимал, что брак с Джеки будет сопряжен с массой сложностей и в общем-то ему не подходит…» Сам Харлек в разговоре с близким другом назвал две причины, по которым брак с Джеки не устроил бы их обоих: «Во-первых, я для нее недостаточно богат, во-вторых, жениться на Джеки – все равно что завести шестого ребенка, ведь она часто вела себя по-детски и постоянно требовала к себе повышенного внимания…»
Но так он говорил постфактум, а вот по свидетельствам близкого окружения Джеки, он хотел жениться на ней и после возвращения из Камбоджи. Ли в июньском разговоре с Сесилом Битоном сказала: «Разумеется, сестра не выйдет за этого лопуха Дэвида, хоть он и твердит об этом все время. – И загадочно добавила: – Но она может все бросить и начать новую жизнь». Харлек и Джеки оставались друзьями до конца своих дней, она переписывалась с ним, как и со всеми членами своего «фан-клуба». Памела Харлек вспоминала: «Джеки ему очень нравилась». Харлек, привлекательный мужчина, хороший собеседник и удобное прикрытие, отвлекал внимание прессы от других романтических увлечений Джеки, а также был возможностью, которая брезжила в её подсознании" Из книги на "Жаклин Кеннеди. Американская королева", Сара Брэдфорд.
В 1965—1985 годах президент British Board of Film Classification.
Погиб в автомобильной катастрофе в возрасте 66 лет.

## Награды
Рыцарь-командор ордена Святого Михаила и Святого Георгия.

## Семья
Был женат на Sylvia Thomas с 1940 года, имели пять детей. После смерти в 1967 году первой жены, с 1969 года был женат на Памеле Колин, с которой имел дочь.
Крестной его старшего ребёнка стала сестра Джона Кеннеди Кэтлин.
С одной из его дочерей, Элис, был роман у Эрика Клэптона, они были даже обручены. В 1995 году она умерла от передозировки героина.
Другая дочь — Джейн — продолжительное время (в 1960-х) встречалась с Миком Джаггером. Есть мнение, что песня группы Rolling Stones «Lady Jane» посвящена непосредственно ей.